# Phil McGraw
Phillip Calvin McGraw (sinh ngày 1/9/1950, còn được biết đến với tên Dr. Phil) là MC, tác giả, nhà tâm lý học người Mỹ. Ông là MC của chương trình truyền hình cùng tên Dr. Phil, ra mắt lần đầu năm 2002. McGraw lần đầu được biến tới khi xuất hiện trong The Oprah Winfrey Show cuối những năm 1990. Năm 2017, tờ Forbes ước tính ông kiếm được $79 triệu đô-la và xếp ông ở hạng thứ 15 trong danh sách những người nổi tiếng có thu nhập cao nhất thế giới trong năm đó.

## Đời tư
McGraw kết hôn với Debbie Higgins McCall năm 1970 khi ông 20 tuổi. Theo Debbie, bà bị McGraw hạn chế cho tham gia vào công việc kinh doanh của gia đình ông và chỉ được làm các công việc nội trợ. Năm 1973, hai người ly hôn, cũng trong thời gian này, McGraw bắt đầu hẹn hò Robin Jo Jameson (sinh năm 1953). Tới năm 1976, ông và Robin kết hôn. Họ sinh được hai người con trai là Jay (sinh năm 1979) và Jordan (sinh năm 1986).